# Église Saint-Pierre de Sommevoire
Pour les articles homonymes, voir Église Saint-Pierre.
L'église Saint-Pierre est une église catholique située à Sommevoire, en France.

## Localisation
L'église est située dans le département français de la Haute-Marne, sur la commune de Sommevoire.

## Historique
D'après le testament de Nicolas Jenson son père, Jacques Jenson, a été inhumé dans l'église.
L'édifice est inscrit au titre des monuments historiques en 1971.